# Thirroul
Thirroul est une ville de la banlieue nord de Wollongong en Nouvelle-Galles du Sud, située à environ 69 km au sud de Sydney.
Sa population était de 6 083 habitants en 2016.